# Mæglings- og klageinstitutionen for Ansvarlig Virksomhedsadfærd
Mæglings- og klageinstitutionen for ansvarlig virksomhedsadfærd (MKI) blev oprettet i 2012. Den behandler sager om danske virksomheders brud på menneskerettigheder, arbejdstagerrettigheder og internationale miljøstandarder samt involvering i korruption. Institutionen, der hører under erhvervsministeriet, blev oprettet på baggrund af Lov om mæglings- og klageinstitutionen for ansvarlig virksomhedsadfærd af 18. juni 2012 . I vurderingen af sagerne anvender MKI OECDs retningslinjer. Institutionens forkvinde er Linda Nielsen.

## Kritik
MKI er blevet kritiseret for at være ineffektiv. Fra 2016 til 2019 behandledes kun én klage og 15 af de 17 øvrige klager blev afvist, mens de sidste to blev løst af de involverede selv. I behandlingen af sagen om minen i Teghut kritiserede OECD Watch MKI for ikke at inddrage relevant materiale, og de mange afvisninger fik Amnesty og Oxfam IBIS til at kalde klagesystemet for "ineffektivt og ude af stand til at holde virksomheder, investeringsselskaber og offentlige institutioner ansvarlige for den måde, de driver forretning på i udlandet."